# اچ‌ام‌اس رکرویت (۱۸۴۶)
اچ‌ام‌اس رکرویت (۱۸۴۶) (به انگلیسی: HMS Recruit (1846)) یک کشتی بود که طول آن ۱۱۴ فوت ۵ اینچ (۳۴٫۸۷ متر) بود. این کشتی در سال ۱۸۴۶ ساخته شد.